# Statuia lui Mihai Viteazul din Iași

Statuia lui Mihai Viteazul din Iaşi

Statuia lui Mihai Viteazul din Iași este o statuie ecvestră din bronz realizată de sculptorul Ioan Busdugan (1935-2000) și ridicată în memoria lui Mihai Viteazul, domnitorul care a realizat prima unire a țărilor române (1600). Ea se află amplasată pe dealul Copoului, în zona Parcului Expoziției, și a fost dezvelită în anul 2002.

## Istoric

### Inițiativă și dezvelire
Inițiativa ridicării la Iași a unui monument în cinstea lui Mihai Viteazul a aparținut Asociației Veteranilor de Război, filiala Iași. Astfel, în octombrie 1997 s-a constituit un comitet de inițiativă denumit Comitetul „Iași 400 Mihai Viteazul” (al cărui secretar era colonelul (r) Constantin Popa) care își propusese să inaugureze monumentul în mai 2000, când urmau să se aniverseze 400 de ani de la prima Unire a țărilor române (Iași, 27 mai 1600). 
În septembrie 1998 s-a organizat un concurs național de machete proiect pentru realizarea în municipiul Iași a Monumentului „Simbolul Unirii din 1600 – Statuia ecvestră Mihai Viteazul”. La acest concurs și-au anunțat participarea 28 de sculptori din Iași și din restul României. Specialiștii din cadrul Direcției Arte Vizuale din cadrul Ministerului Culturii au ales în ședința din 25 februarie 1999 drept câștigătoare macheta sculptorului Ioan Busdugan din Iași. Ca urmare a acestei decizii, s-a semnat la 13 decembrie 1999 cu acest sculptor un contract pentru realizarea machetei intermediare (scara 1/3) și a machetei finale (faza argilă – h=6,3 m). Potrivit contractului, prețul machetei finale era de 460.000.000 lei vechi. 
Fondurile pentru realizarea monumentului au fost strânse prin colectă națională și internațională (au subscris și români din Canada și Australia) și prin diverse alte mijloace (vânzarea de ilustrate cu chipul lui Mihai Viteazul, colecte la instituții și întreprinderi, inclusiv donații de materiale necesare). Statul român nu a alocat până în anul 2000 niciun ban. Primăria municipiului Iași a alocat o sumă de 250.000.000 lei vechi, iar Consiliul Județean Iași o sumă de 3.000.000 lei în anul 2001.
Sculptorul Ioan Busdugan a decedat la 23 martie 2000, realizarea statuii fiind atunci aproape de faza finală. După moartea lui, lucrările au fost continuate și finalizate de sculptorul Pavel Mercea din București, care fusese angajat de Ioan Busdugan ca ajutor încă din anul 1999. Macheta finală a fost turnată în ipsos și apoi recepționată de beneficiari la 27 noiembrie 2000. Turnarea în bronz a statuii a fost contractată cu S.C. REC S.R.L. București (prin contractul 341/2001) pentru suma de 1,25 miliarde lei (125 mii RON). Firma din București nu a fost plătită, iar statuia a fost prinsă de soclu doar în șase suruburi în loc de 24. 
Asociația Veteranilor de Război, filiala Iași, a dorit inițial ca statuia să fie amplasată în rondoul de la capătul liniei de
tramvai de la Universitatea Agronomică, pentru care se comandase deja un proiect de amplasare (realizat de arh. Mihai Mancaș). Cu toate acestea, Primăria municipiului Iași a stabilit un amplasament considerat de multă lume ca necorespunzător și anume la intersecția Bulevardului Carol I cu str. Ștefan Dumitrescu, într-un spațiu fără o vizibilitate corespunzătoare. 
Dezvelirea statuii a atras și unele critici referitoare la statuia lui Mihai Viteazul (în articole cu titlul "Tripla oroare din Copou" sau "Sovietizarea lui Mihai Viteazul"), dar și la personalitatea celui care a realizat prima Unire.
Statuia, care cântărește șapte tone și are o înălțime de patru metri, a fost inaugurată la 23 ianuarie 2002, în prezența președintelui României, Ion Iliescu , în cadrul unui ceremonii care a durat 20 minute.

### Scandaluri
O parte din bronzul necesar statuii, mai exact cel pentru turnarea calului și a picioarelor domnitorului, provine din monumentul ostașului sovietic, care fusese demontat pentru reparații și predat în iulie 1998 către SC „Citadin" - DSPM. Timp de trei ani, monumentul a rămas nesupravegheat în depozitele Citadin. După ce a început să dispară bucată cu bucată, primarul Constantin Simirad a semnat la 29 martie 2001 o dispoziție prin care rămășițele monumentului au fost donate Asociației Veteranilor de Război din Iași pentru a fi topite și folosite pentru realizarea statuii lui Mihai Viteazul. Asociației Veteranilor de Război a primit, printr-un proces-verbal încheiat la 5 mai 2001 cu Citadin, o cantitate de 1.500 de kg de bronz provenit din rămășițele statuii ostașului sovietic. Când, în primăvara anului 2007, ambasadorul Federației Ruse a vrut să depună o coroană de flori la monumentul ostașului sovietic, a avut surpriza să constate că statuia dispăruse, fapt pentru care a amenințat cu un conflict diplomatic.
Mâna stângă a domnitorului pare că face un salut de pace, pe când alte statui din țară ale aceluiași domnitor îl reprezintă ținând în mâna stângă ori un buzdugan ori o secure de luptă.
Deoarece nu i s-a plătit contravaloarea turnării în bronz a monumentului (suma de 1,25 miliarde lei vechi), ing. Constanța Tatiana Brenner, directoarea S.C. REC S.R.L. din București, i-a notificat în anul 2006 pe reprezentanții Consiliului Județean Iași că își va lua statuia și o va scoate la licitație. Reprezentanții Consiliului Județean Iași au afirmat că nu au bani în buget pentru a plăti lucrarea contractată, aceștia trebuind să fi fost alocați de Ministerul Culturii. Ei au propus Guvernului să emită o hotărâre de guvern prin care să aloce acei bani.  Ministrul culturii și cultelor, Adrian Iorgulescu, a acceptat propunerea ca Ministerul Culturii și Cultelor să achite contravaloarea statuii ecvestre a lui Mihai Viteazul din bugetul de stat. 